# 斯特拉托诺维奇积分
在随机过程中，斯特拉托诺维奇积分或菲斯克-斯特拉托诺维奇积分是一种随机积分，冠名于同时发展出该技术的鲁斯兰·斯特拉托诺维奇和唐纳德·菲斯克。它是伊藤积分最常见的替代品。应用数学中通常选择伊藤积分，而物理学中则频繁使用斯特拉托诺维奇积分。
在某些场景下，斯特拉托诺维奇积分更易于操作。斯特拉托诺维奇积分的定义使其满足链式法则，而伊藤积分则并非如此。
遇到斯特拉托诺维奇积分的一类主要场景是斯特拉托诺维奇随机微分方程(SDE)的解。其与伊藤随机微分方程是等价的，并且可以根据何种更为方便而在两种定义之间进行切换。

## 定义
斯特拉托诺维奇积分可以用类似于黎曼积分的方式（黎曼和的极限）来定义。设 {\displaystyle W:[0,T]\times \Omega \to \mathbb {R} } 是一个维纳过程， {\displaystyle X:[0,T]\times \Omega \to \mathbb {R} } 是适应于维纳过程的自然滤过 (概率论)的一个半鞅。
类似黎曼-斯蒂尔杰斯积分中的策略，我们考虑区间 {\displaystyle [0,T]} 的一个分割 {\displaystyle 0=t_{0}<t_{1}<\dots <t_{k}=T} ，对于每个这样的分割都可定义下列和式
{\displaystyle \sum _{i=0}^{k-1}{X_{t_{i+1}}+X_{t_{i}} \over 2}\left(W_{t_{i+1}}-W_{t_{i}}\right),}
随着区间分割的精细化，该和式可均方收敛于一个 {\displaystyle \Omega \to \mathbb {R} } 的随机变量，称为 {\displaystyle X} 关于 {\displaystyle W} 在 {\displaystyle [0,T]} 上的斯特拉托诺维奇积分，记作
{\displaystyle \int _{0}^{T}X_{t}\circ \mathrm {d} W_{t}.}

## 计算
普通微积分的许多积分技术都可用于斯特拉托诺维奇积分，例如：设 {\displaystyle f:\mathbb {R} \to \mathbb {R} } 是一个光滑函数，那么
{\displaystyle \int _{0}^{T}f'(W_{t})\circ \mathrm {d} W_{t}=f(W_{T})-f(W_{0})}
更一般地，对于光滑函数 {\displaystyle f:\mathbb {R} \times \mathbb {R} \to \mathbb {R} } 有
{\displaystyle \int _{0}^{T}{\partial f \over \partial W}(W_{t},t)\circ \mathrm {d} W_{t}+\int _{0}^{T}{\partial f \over \partial t}(W_{t},t)\,\mathrm {d} t=f(W_{T},T)-f(W_{0},0).}
后一条规则类似于普通微积分的链式法则。

### 数值方法
随机积分很少能以解析形式求解，这使得随机数值积分成为随机积分的各种运用中的一个重要话题。有各种各样的数值近似都收敛到斯特拉托诺维奇积分；它们的变体用于求解斯特拉托诺维奇随机微分方程(Kloeden & Platen 1992) 。但注意，求解朗之万方程的数值解时最为广泛使用的欧拉-丸山方法要求方程为伊藤形式。

## 微分记号
若有随机过程 {\displaystyle X_{t},Y_{t},Z_{t}} 满足
{\displaystyle \forall T>0,\quad X_{T}-X_{0}=\int _{0}^{T}Y_{t}\circ \mathrm {d} W_{t}+\int _{0}^{T}Z_{t}\,\mathrm {d} t,}
可以写出如下的式子
{\displaystyle \mathrm {d} X=Y\circ \mathrm {d} W+Z\,\mathrm {d} t.}
这种记号通常用于表述随机微分方程，它们实际上是关于随机积分的方程。它兼容于普通微积分的符号，例如
{\displaystyle \mathrm {d} (t^{2}\,W^{3})=3t^{2}W^{2}\circ \mathrm {d} W+2tW^{3}\,\mathrm {d} t.}

## 与伊藤积分的比较
随机过程 {\displaystyle X} 关于维纳过程 {\displaystyle W} 的伊藤积分记作{\displaystyle \int _{0}^{T}X_{t}\,\mathrm {d} W_{t}} （不带圆圈）。在定义它时，用的是和上文中定义斯特拉托诺维奇积分时相同的步骤，只不过是在每个子区间的左端点取 {\displaystyle X} 的值，也就是说
以 {\displaystyle X_{t_{i}}} 取代 {\displaystyle (X_{t_{i+1}}+X_{t_{i}})/2}
与斯特拉托诺维奇积分不同，该积分不遵循普通的链式法则，而是须改用稍复杂些的伊藤引理。
用以下公式便可在伊藤积分和斯特拉托诺维奇积分之间的进行转换
{\displaystyle \int _{0}^{T}f(W_{t},t)\circ \mathrm {d} W_{t}={\frac {1}{2}}\int _{0}^{T}{\partial f \over \partial W}(W_{t},t)\,\mathrm {d} t+\int _{0}^{T}f(W_{t},t)\,\mathrm {d} W_{t},}
其中 {\displaystyle f} 可以是任意的二元连续可微函数，后一个积分是伊藤积分(Kloeden & Platen 1992，第101頁)。
指明问题是斯特拉托诺维奇还是伊藤表述的重要性可从朗之万方程的例子看出。假定 {\displaystyle X_{t}} 是一个时间均匀伊藤扩散，其扩散系数 {\displaystyle \sigma } 连续可微，也就是说 {\displaystyle X_{t}} 满足随机微分方程 {\displaystyle \mathrm {d} X_{t}=\mu (X_{t})\,\mathrm {d} t+\sigma (X_{t})\,\mathrm {d} W_{t}} 。为了得到该方程的斯特拉托诺维奇版本，项 {\displaystyle \sigma (X_{t})\,\mathrm {d} W_{t}} 应当用 {\displaystyle \sigma (X_{t})\circ \mathrm {d} W_{t}} 表达出来：
{\displaystyle \int _{0}^{T}\sigma (X_{t})\circ \mathrm {d} W_{t}={\frac {1}{2}}\int _{0}^{T}\sigma '(X_{t})\sigma (X_{t})\,\mathrm {d} t+\int _{0}^{T}\sigma (X_{t})\,\mathrm {d} W_{t}.}
显然，若 {\displaystyle \sigma } 是一个常函数（ {\displaystyle \sigma (X_{t})} 独立于 {\displaystyle X_{t}} ），朗之万方程的两种表述将给出相同的形式。在这种情况下，噪声项被称为是“加性”的（因为乘在噪声项 {\displaystyle dW_{t}} 上的仅是一个固定系数）。否则，伊藤形式的朗之万方程通常可能与斯特拉托诺维奇形式的朗之万方程不同，后者的噪声项称为乘性的（即，噪声项中的 {\displaystyle dW_{t}} 乘上了一个{\displaystyle X_{t}} 的函数 {\displaystyle \sigma (X_{t})} ）。
更一般地，对于任何两个半鞅 {\displaystyle X} 和 {\displaystyle Y}
{\displaystyle \int _{0}^{T}X_{s-}\circ \mathrm {d} Y_{s}=\int _{0}^{T}X_{s-}\,\mathrm {d} Y_{s}+{\frac {1}{2}}[X,Y]_{T}^{c},}
其中 {\displaystyle [X,Y]_{T}^{c}} 是协变差的连续部分。

## 斯特拉托诺维奇积分的应用
伊藤积分有一项重要性质：不涉及未来的信息。而斯特拉托诺维奇积分则不是这样。在现实世界的许多应用中（如股票价格建模），人们仅拥有有关过去事件的信息，因此伊藤表述更为自然。在金融数学中通常使用伊藤表述。
然而，在物理学中，随机积分是作为朗之万方程的解出现的。朗之万方程是更微观模型(Risken 1996)粗粒度版本；关于斯特拉托诺维奇或伊藤表述乃至其他更奇特的解释（例如等温表述）何者更为合适，要看所考虑的问题是什么。物理科学中最常用的是斯特拉托诺维奇表述。

由于斯特拉托诺维奇微积分满足常规的链式法则，斯特拉托诺维奇表述的随机微分方程可以更直接地定义在可微流形上（而不仅是在 {\displaystyle \mathbb {R} ^{n}} 上）。伊藤微积分的复杂链式法则则对于微分流形而言更为尴尬。

## 文内引注
1. ↑  参见 Gardiner (2004) 的第98页，以及第101页的注释
2. ↑  Perez-Carrasco R.; Sancho J.M.  (PDF). Phys. Rev. E. 2010, 81 (3): 032104  [2024-08-06]. Bibcode:2010PhRvE..81c2104P. PMID 20365796. doi:10.1103/PhysRevE.81.032104. （原始内容存档 (PDF)于2018-07-22）.